# Vogar
Vogar – miejscowość w południowo-zachodniej Islandii, na półwyspie Reykjanes, na zachodnim krańcu wybrzeża Vatnsleysuströnd, na wschodnim brzegu zatoki Stakksfjörður (część zatoki Faxaflói). Wchodzi w skład gminy Vogar, należącej do regionu Suðurnes. W pobliżu drogi nr 41 łączącej sąsiednią gminę Reykjanesbær ze stolicą kraju Reykjavíkiem. Zamieszkuje ją blisko 1,2 tys. mieszkańców (2018).
Na wschód od Vogar znajduje się kościół Kálfatjarnarkirkja, jeden z większych wiejskich kościołów na Islandii. W pobliżu, 11 km na południowy wschód, znajduje się również stożek wulkaniczny Keilir.